# 山下耀子
山下 耀子（やました ようこ、1995年6月20日 - ）は、日本のタレント。高知県観光特使。香川県出身。愛称は「ごきげんよーこ」。

## 略歴
高松第一高等学校卒業後、高知大学教育学部に入学し、2016年にミス高知大グランプリに選ばれる。在学中に日本テレビ「マツコ会議」の「シメにギョーザを食べる高知女子」特集に出演し、「トークが抜群でかわいい」と話題になる。翌年、ホリプロタレントスカウトキャラバンに出場し、ファイナリスト10人に残るも入賞はならなかった。山下の大学の1つ後輩には、同じくミス高知大に選ばれた大分放送アナウンサー河野真歩（元高知放送アナウンサー）がいる。高知県青年団協議会お江戸支部長を務め、高知県観光特使にも就任している。
2022年3月31日をもってホリプロを退所。落ち着いた環境に身を置いて充電してから再スタートする決断をしたとSNSで明かした。。
2023年12月18日、自身のInstagramにて結婚を報告。現在は高知県を拠点に活動し、高知県青年団協議会の会長に就任するなど地域貢献、社会活動に尽力している。

## 出演

### 情報番組
- おちゃのまLive さんスタ！ （高知さんさんテレビ）[2]
- ZIP!（2018年4月 - 2022年3月25日、日本テレビ）[2] - 「ZIP!特集」リポーター
- 情報マルシェ 3時のおやつ（2019年10月3日 - 2020年3月19日、RSKテレビ） - 「突撃LIVE！山下耀子の行ってみよ～こ！食べてみよ～こ！」中継レポーター
- 情報ワイド あれスタ（2020年4月2日 -、RSKテレビ）[6] - アシスタントMC（木曜日）

### バラエティ番組
- マツコ会議（2017年5月13日、11月11日、2019年3月30日、日本テレビ）[2][7]
- とさ金（2018年4月13日、NHK高知放送局）
- 有田哲平の夢なら醒めないで（2018年8月14日、TBS）
- 一夜づけ（2019年4月 - 2020年3月、テレビ東京）- アシスタント
- 千鳥もビックリ!!イマドキ遍路はじめませんか?（2019年6月9日、RSKテレビ）
- 原宿表参道元氣祭スーパーよさこい2019（2019年9月21日、テレビ高知）
- 潜在能力テスト（2019年11月5日、フジテレビ）

### スポーツ番組
- NBA情報局 DAILY9（2019年10月23日 - 2020年12月、NBA Rakuten[8]）[9]- アシスタント
- 最強スポーツ統一戦2019　レポーター（2019年12月30日、フジテレビ）
- NBA情報局 DAILY9 Next ～もよこと早織と耀子とRikuto AF～（2020年3月15日 - 2020年12月、NBA Rakuten[8]）[10]- レギュラー

### ラジオ番組
- Fine!!（2019年2月14日、TBSラジオ）
- Passion Live〜情熱生放送〜WEEKEND SHUTTLE（2020年4月10日、エフエム香川）
- TOMAS presents High School a Go Go!!（2020年9月28日、TBSラジオ）[11]

### イベント
- ザ・コーポレートゲームズ東京 2018アジアパシフィック（2018年11月3日）
- 東京ジョイポリスカウントダウンパーティー2018-19　アシスタントMC（2018年12月31日）
- チャイナランタンフェスティバル　アシスタントMC（2019年1月11日、2月2日、3月3日）
- フリーペーパー「チーバ」発刊イベント MC（2019年3月31日）
- ドラマ「プロジェクト・ブルーブック」プレミア試写会 MC（2019年7月2日）[12]
- ザ・コーポレートゲームズ東京 2019アジアパシフィック（2019年11月2日）

### 広告
- 環境省「2100年 未来の天気予報」（2019年）[13]
- ベアフォスターホールディングス「みにプロ e-Learning」イメージモデル（2021年）[14]